# High Explosives as Used in the U.S. Army
High Explosives as Used in the U.S. Army  è un cortometraggio muto del 1912. Non si conosce il nome del regista del documentario.

## Produzione
Il film fu prodotto dalla Edison Manufacturing Company.

## Distribuzione
Distribuito dalla General Film Company, il film - un cortometraggio di 100 metri - uscì nelle sale cinematografiche degli Stati Uniti il 20 novembre 1912.
Nelle proiezioni, veniva programmato con il sistema dello split reel, accorpato in un'unica bobina con un altro cortometraggio prodotto dalla Edison, la commedia Sally Ann's Strategy.